# Aboudé-Kouassikro
Aboudé-Kouassikro est une localité rurale dans le Sud de la Côte d'Ivoire dans la région de l'Agnéby-Tiassa,. Cette localité rurale est rattachée à la sous-préfecture d'Aboudé à 45 km de la ville d'Agboville,. Sa population est estimée à 11 439 habitants.